# 糕点叉

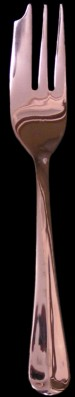
糕点叉

糕点叉又称甜点叉、馅饼叉或蛋糕叉，是专门用來吃糕点和其他甜品的餐叉。糕点叉有三个或四个尖齿。1886年，弗朗西斯·希金斯 (Francis Higgins) 在伦敦发明了糕点叉。 